# Reino de Kambuya

El Imperio jemer —en rojo— hacia el siglo.

El Reino de  Kambuya fue un reino predecesor del actual país de Camboya, en el Sudeste Asiático desde el siglo xiii hasta el xvii. No sólo abarcó este territorio del sur de la península Indochina sino que además englobaba la zona oriental de Tailandia, el sur de Laos y la parte meridional de Vietnam hasta el antiguo Reino de Champa.

## Historia

### Antecedentes
El primer reino del que se tienen datos fue el territorio conocido como Reino de Funan que evolucionó entre los siglos v y vi . Fue sucedido por el Reino de Chenia, el cual controló grandes zonas de lo que es actualmente Camboya, Vietnam, Laos y Tailandia, dando paso al Reino de Jemer.
El florecimiento de la civilización jemer se situó entre los siglos ix y xiii. En ese entonces, el Reino de Kambuya, que otorgó su nombre a Camboya, gobernó sobre extensas áreas desde su capital en la región de Angkor, al oeste de Camboya, a orillas del río Mekong.

### Máximo esplendor

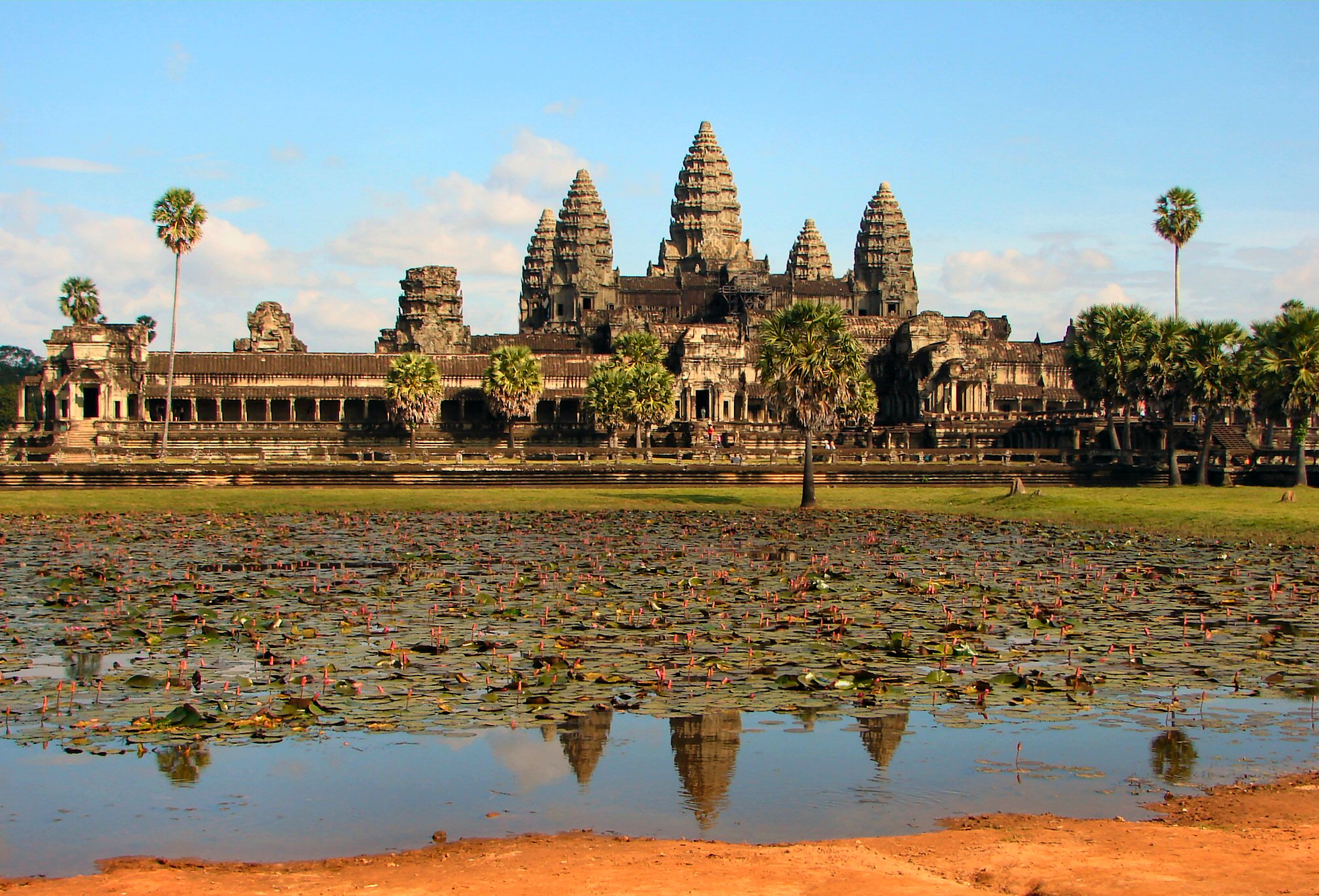
Templo de Angkor Wat cerca de Ciudad de Siem Riep.

A comienzos del siglo xiii , el Reino de Kambuya alcanzó su máximo apogeo, tanto cultural como político. Además del territorio de la actual Camboya, su territorio englobaba la zona oriental de Tailandia, el sur de Laos y la parte meridional de Vietnam hasta el antiguo Reino de Champa.
Fue tras el siglo xiii que el Reino empezó a sufrir una decadencia debido a las ansias de expansión de los países vecinos y en ese entonces vinieron múltiples enfrentamientos y tensiones que vieron como en el siglo xv propiciarion la primera gran crisis del Reino, con el Rey Jemer escapando hacia el sur del país, el Reino Jemer. El Reino de Kambuya, que había alcanzado su máxima esplendor, inició en esta época su descenso hacia su caída total. Los siglos posteriores, el siglo xvi y el xvii fueron de una incesante decadencia para el Reino.

### Decadencia
En el siglo xvi, sin embargo, se produjo la visita a este país de misioneros y conquistadores europeos, no en vano, en los primeros años del xvii se produjo la conquista de Tailandia, lo que afectó a las relaciones bilaterales con sus territorios colindantes, como países como Siam o Vietnam, que se encontraban en expansión. Vietnam, por su parte, se posiciona alrededor del Mekong, la fuente de riqueza de la zona. En esta época, Camboya había perdido su salida al mar y sus territorios más fértiles de arroz y cultivo y la situación se volvió inestable ya que Vietnam seguía y quería conquistar por completo a Camboya pero no pudo, porque el invasor también fue invadido por los franceses.